# Vintar
Vintar é um município de  primeira classe de renda municipal (d) na província Ilocos Norte, nas Filipinas. De acordo com o censo de 1 de maio  de  2020 possui uma população de 33 339 pessoas e 8 422 domicílios.